# Ptecticus mirabilis
Ptecticus mirabilis är en tvåvingeart som beskrevs av Rozkosny och Kovac 2003. Ptecticus mirabilis ingår i släktet Ptecticus och familjen vapenflugor. Inga underarter finns listade i Catalogue of Life.